# Trichonephila plumipes
Espèce
Synonymes
- Aranea plumipes Latreille, 1804
- Nephila cunninghamii MacLeay, 1827
- Nephila venosa L. Koch, 1867
- Nephila victorialis L. Koch, 1872
- Nephila nigritarsis L. Koch, 1872
- Nephila flagellans L. Koch, 1872
- Nephila labillardierii Thorell, 1875
- Nephila insularis Keyserling, 1887
- Nephila fletcheri Rainbow, 1895
- Nephila edwardsii Rainbow, 1895
- Nephila ventricosa Rainbow, 1895
- Nephila ornata Rainbow, 1896 nec Adams, 1847

Statut de conservation UICN

 LC  : Préoccupation mineure
Trichonephila plumipes est une espèce d'araignées aranéomorphes de la famille des Araneidae.

## Distribution
Cette espèce se rencontre, :
- en Nouvelle-Calédonie ;
- au Vanuatu ;
- aux îles Salomon ;
- en Papouasie-Nouvelle-Guinée en Nouvelle-Guinée orientale et en Nouvelle-Irlande ;
- en Indonésie en Nouvelle-Guinée occidentale et aux îles Banda ;
- en Australie en Australie-Occidentale, au Territoire du Nord, au Queensland, en Nouvelle-Galles du Sud, sur l'île Lord Howe et l'île Norfolk.

## Description

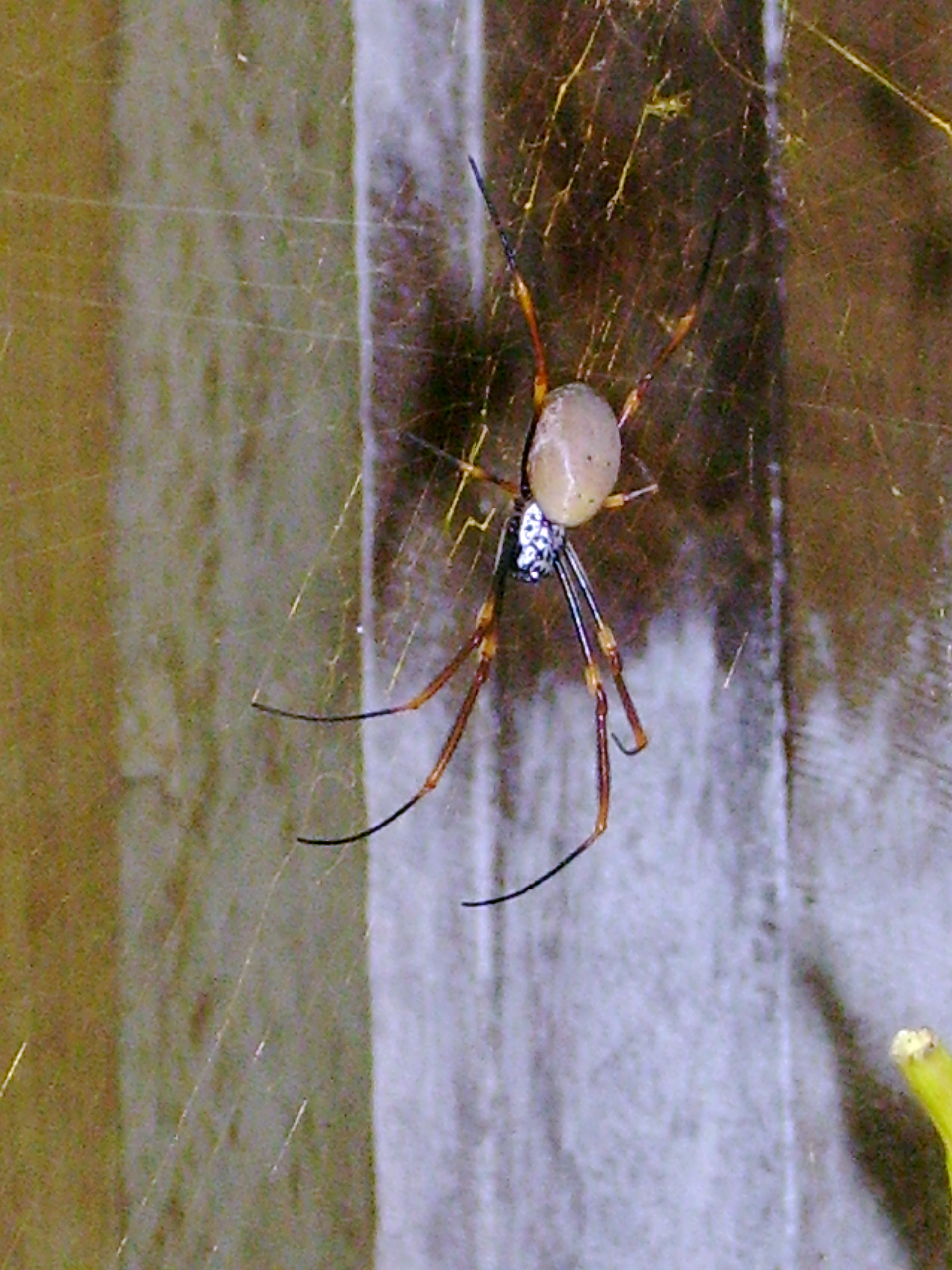
Trichonephila plumipes

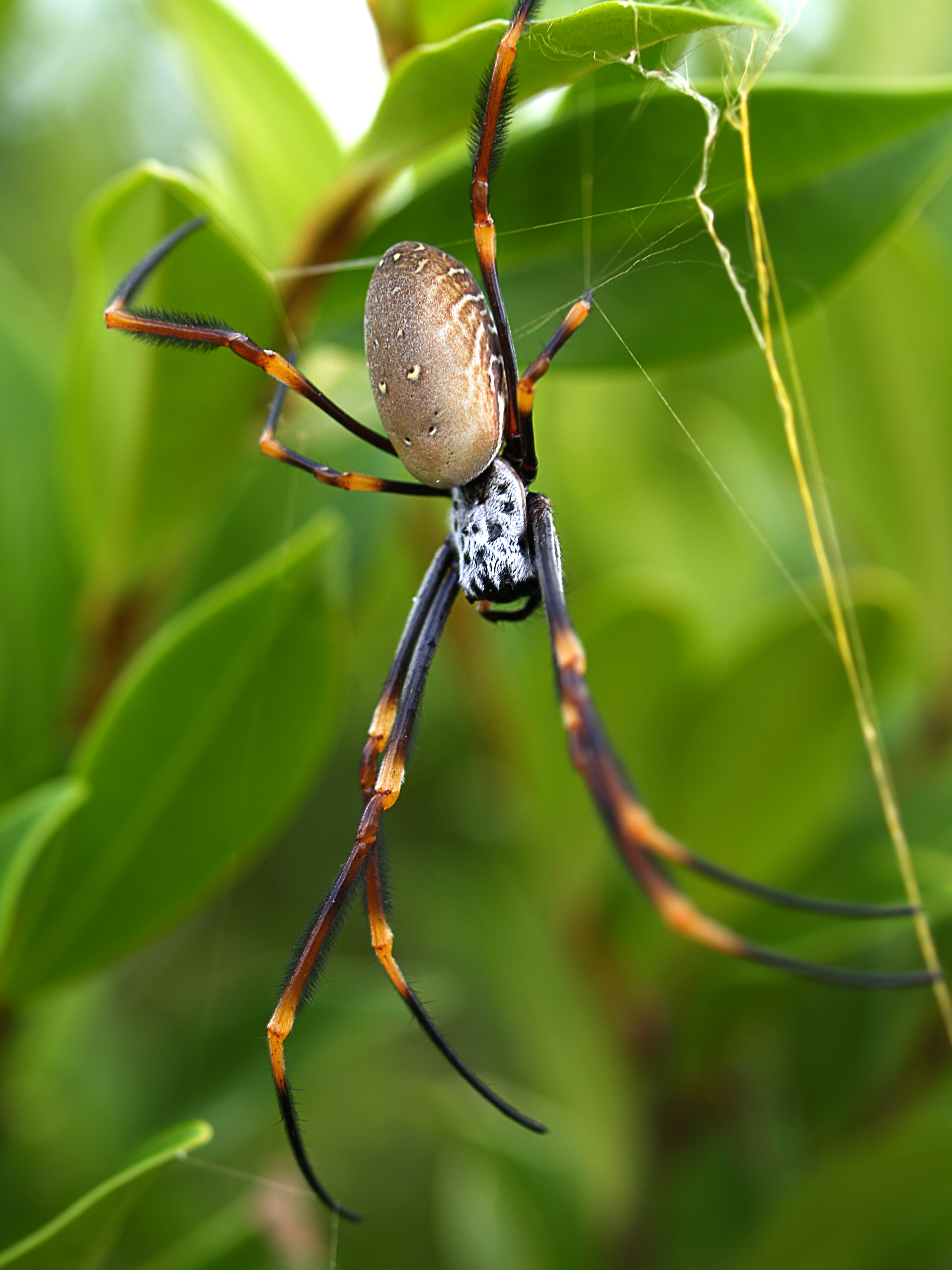
Trichonephila plumipes

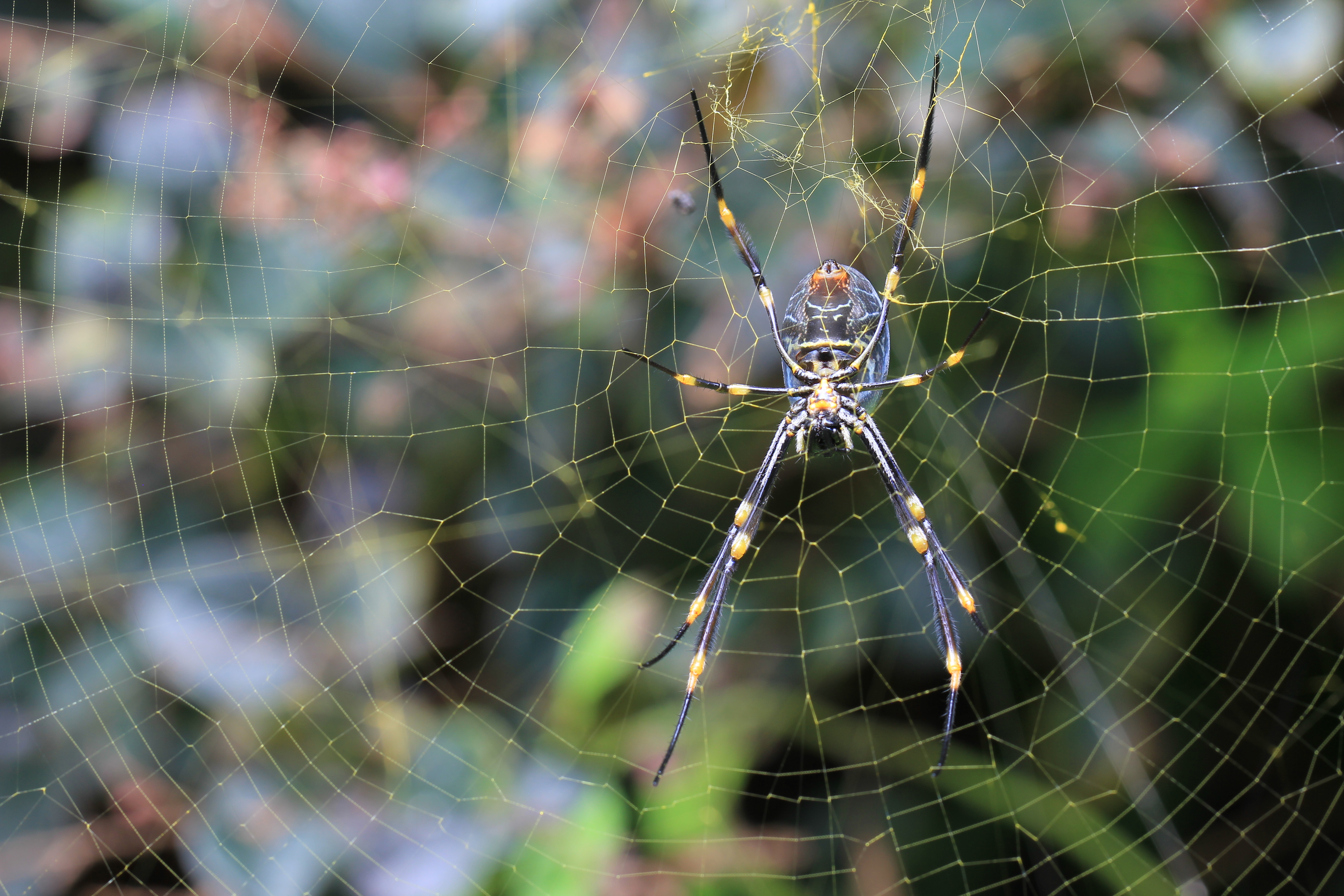
Trichonephila plumipes

Le mâle décrit par Harvey, Austin et Adams en 2007 mesure 5,00 mm et la femelle 20,10 mm.

## Systématique et taxinomie
Cette espèce a été décrite sous le protonyme Aranea plumipes par Latreille en 1804. Elle est placée dans le genre Nephila puis dans le genre Trichonephila par Kuntner et al. en 2019.
Nephila cunninghamii, Nephila venosa, Nephila flagellans, Nephila nigritarsis, Nephila victorialis, Nephila labillardierii, Nephila insularis, Nephila fletcheri, Nephila edwardsii, Nephila ventricosa et Nephila ornata ont été placées en synonymie par Dahl en 1912.

## Publication originale
- Latreille, 1804 : Histoire naturelle générale et particulière des Crustacés et des Insectes. Paris, vol. 7, p. 144-305 (texte intégral).